# Démographie de Paris
La démographie de Paris est caractérisée par une très forte densité et une population jeune qui décroît depuis les années 2010.
Avec ses 2 113 705 habitants en 2022, pour une superficie de 10 540 hectares, Paris est la quatrième ville de l'Union européenne. Sa densité est de 20 054,1 habitants/km2, ce qui en fait la 7e ville la plus densément peuplée au monde devant Séoul. Le département de Paris est aussi, et de loin, le plus densément peuplé du pays mais seulement en 2e position sur le plan national par sa population derrière le département du Nord.
En six ans, de 2015 à 2021, sa population a diminué de près de 73 400 unités, c'est-à-dire de plus ou moins 12 230 personnes par an.

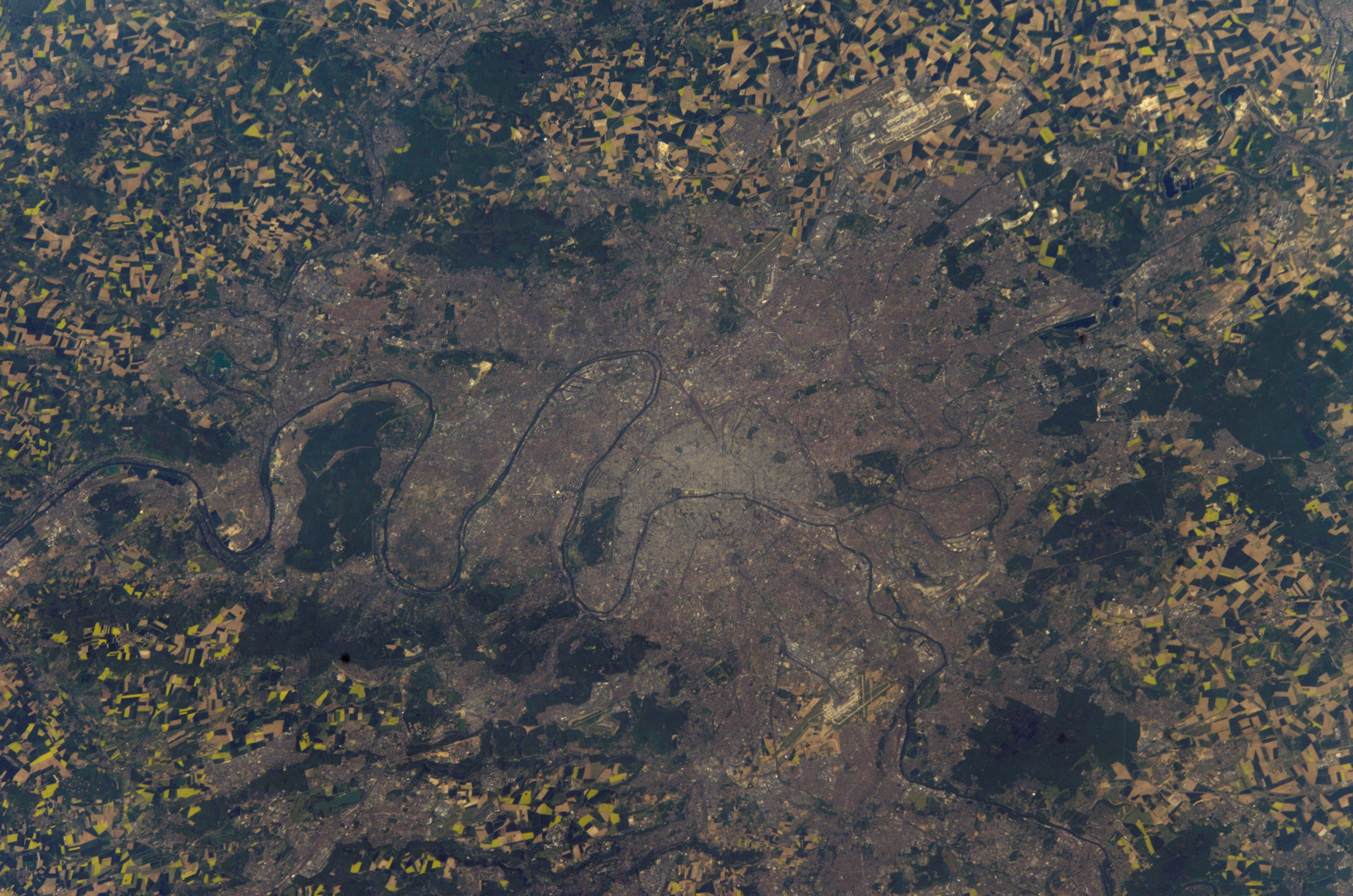
Vue de l'agglomération parisienne depuis l'ISS (2002)

En 2024, l'agglomération définie par l'Insee comprend 407 communes, dans la délimitation de 2020, et totalise 10 890 751 habitants en 2021. Son aire d'attraction, quant à elle, incluant des communes situées dans une zone d'influence forte de la capitale, atteint 13 171 056 habitants en 2021.

## Évolution historique

Densité de population
Densité en 1807
Densité en 1817
Densité en 1831
Densité en 1836
Densité en 1841
Densité en 1846
Densité en 1851
Densité en 1856
Densité en 1861
Densité en 1866
Densité en 1872
Densité en 1876
Densité en 1881
Densité en 1886
Densité en 1891
Densité en 1896
Densité en 1901
Densité en 1906
Densité en 1911
Densité en 1921
Densité en 1926
Densité en 1931
Densité en 1936
Densité en 1946
Densité en 1954
Densité en 1962
Densité en 1968
Densité en 1975
Densité en 1982
Densité en 1990
Densité en 1999
Densité en 2007
Densité en 2012
Densité en 2017

### Antiquité
Paris est fondée, ou refondée sur les flancs de la montagne Sainte-Geneviève dans les dernières décennies du Ier siècle av. J.-C. par les autorités romaines, sous le nom de Lutèce. À l'époque sévérienne (193-235), considérée comme l'apogée démographique et monumental de la plupart des villes de Gaule romaine, Lutèce devait compter environ 8 000 habitants.
Le IIIe siècle marque une rupture dans cette phase d'essor et beaucoup d'autres villes entament une récession, marquée notamment par l'abandon progressif de quartiers périphériques jusqu'à la fin du IVe siècle. Une baisse de la démographie est avancée. À la suite des invasions germaniques de la seconde moitié du IIIe siècle, les autorités décident de fortifier l'Ile de la Cité durant la première moitié du IVe siècle. La ville close du Bas-Empire, la Cité, réduite à l'Ile, plus petite qu'aujourd'hui, ne pouvait accueillir que quelques milliers d'habitants[réf. nécessaire]. De modestes faubourgs ont survécu sur la rive gauche jusqu'aux invasions normandes aux IXe et Xe siècles[réf. nécessaire]. À la fin de l'Empire romain la ville devait avoir perdu la moitié de sa population.

### Moyen Âge
Aux IXe et Xe siècles, Paris est au plus bas de son histoire, réduite à la seule Île de la Cité, encore protégée par les anciens remparts romains mis à mal par plusieurs sièges vikings. Elle n'accueille plus que quelques milliers d'habitants. La rive gauche, laquelle accueillait encore quelques quartiers vestiges de l'époque romaine ainsi que de nombreuses basiliques et monastères, est entièrement ruinée, saccagée par les invasions normandes. Il faudra attendre les alentours de l'an 1000 pour revoir la démographie retrouver une phase d'essor.
Paris compte 50 000 habitants dans l'enceinte de Philippe Auguste construite entre 1189 et 1215 qui délimite une surface de 273 hectares.  Au cours du XIIIe siècle, les parties non construites à l'intérieur de ce rempart à sa création s'urbanisent  et la ville s'étend au-delà du périmètre intra-muros, notamment au nord de la muraille par lotissements de surfaces agricoles autour des rues Saint-Denis et Saint-Martin, dans le bourg Saint-Martin et la Villeneuve du Temple.
Le nombre, et parfois les noms, des Parisiens les plus riches, est connu grâce à sept documents fiscaux du règne de Philippe le Bel. Le livre de la taille de 1292 recense 15 200 « gros » et « menus » contribuables ; celui de 1297 recense 10 077 feux ; celui de 1300, 10 321 feux,. Le nombre diminue car les petits contribuables ne sont plus comptés, et car certains gros contribuables ne sont plus taxables pour diverses raisons.
En 1328, Paris a une population d'au moins 200 000 habitants. Ce nombre est estimé à partir de l'État des feux de 1328, qui donne 61 098 feux pour 35 paroisses. En ajoutant la paroisse manquante de Saint-Sulpice, et en refaisant une évaluation des 35 paroisses à partir de données statistiques, on obtient un total d'environ 62 000 feux. Pour obtenir la population, on peut utiliser un coefficient multiplicateur de 3,5 pour une grande ville donnant 217 000 habitants. Cet ordre de grandeur est admis par les historiens contemporains.
Vers 1360, une nouvelle l'enceinte est construite étendant la superficie de Paris intra muros à 439 hectares.
Bien que constituée essentiellement de maisons en bois, Paris n'est le siège d'aucun incendie aux XIIIe, XIVe et XVe siècles. Une forte immigration compense les effets de l'épidémie de peste noire de 1348 et des troubles sociaux et politiques dix ans plus tard au temps d'Étienne Marcel ce qui maintient la population jusque vers 1400 avant un effondrement au cours de la première moitié du XVe siècle en conséquences de la domination anglaise de 1420 à 1437, de famines et d'épidémies. Une remontée démographique s'amorce au cours de la deuxième moitié du XVe.

### Temps Modernes
Vers 1500, la  ville aurait retrouvé  sa population de 1400.
À cette date, 
la ville aurait compté environ 10 000 maisons.
La croissance démographique se poursuit au XVIe siècle et au XVIIe siècle, s'accompagnant de la création de nouveaux quartiers en rive droite à l'est dans le Marais à l'ouest à l'intérieur de la nouvelle enceinte des Fossés Jaunes puis autour des anciens remparts remplacés par les grands boulevards aménagés au cours de la deuxième moitié du XVIIe siècle.

### XIXesiècle
Vers 1800, Paris compte environ 550 000 habitants. Au cours du XIXe siècle, sa population augmente considérablement grâce à l'arrivée massive d'habitants de toutes les régions de France (exode rural) et atteint le million d'habitants dès les années 1840. L'annexion en 1860 des faubourgs apporte à Paris près de 500 000 nouveaux habitants. La croissance continue de façon ininterrompue jusqu'au début du XXe siècle. Au recensement de 1891, on constate que la population baisse dans les quatre premiers arrondissements, ainsi que dans les 10e et 11e arrondissements, stagne dans le 5e et le 6e ; on n’observe de progression que dans le 7e, le 8e et les arrondissements périphériques.

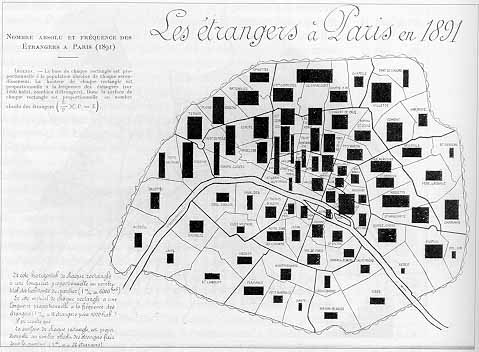
La carte des étrangers à Paris en 1891 publiée par Jacques Bertillon dans « Fréquence des étrangers à Paris en 1891 » in Cours élémentaire de statistique administrative. Paris: Société d'éditions scientifiques, 1896

### XXesiècle

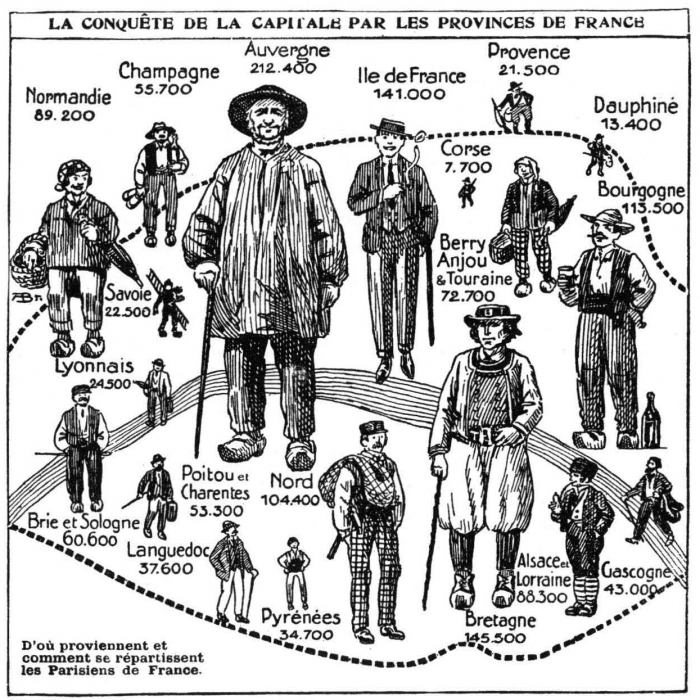
Populations de Paris en 1932.

À la veille de la Première Guerre mondiale, Paris a près de 2 900 000 habitants. Dans l'entre-deux-guerres, la population stagne autour de son maximum historique, le solde naturel négatif (natalité inférieure à la mortalité dès 1935) étant compensé par l'immigration. Cette stagnation masque en réalité le début d'une importante dédensification des arrondissements centraux, où les densités de population atteignaient 80 000 habitants par km2 à la fin du XIXe siècle et qui  commencent à se dépeupler au profit des arrondissements périphériques. Dans le même temps, la banlieue s'étend et se densifie de plus en plus rapidement, poursuivant la croissance de l'agglomération.
Après l'effondrement de la Seconde Guerre mondiale, la population, avec  2 725 374 habitants au recensement de 1946, retrouve approximativement son niveau antérieur au conflit puis connaît une légère reprise (2 850 189 habitants en 1954) contemporaine de la croissance démographique de l'ensemble de la France. Mais une forte décroissance des quartiers centraux  se manifeste à nouveau dès la fin des années 1950 qui n'est plus compensée par le développement de quelques arrondissements périphériques. 
La ville de Paris surpeuplée se vide au profit de la banlieue. De plus, de nombreux programmes immobiliers transforment des appartements en bureaux, contribuant à cette baisse, particulièrement rapide dans les années 1960 et 1970, de 2 790 091 habitants en 1962 à 2 299 830 habitants en 1975. La baisse s'est cependant fortement ralentie depuis 1980 environ, avant une stabilisation depuis la fin du XXe siècle un peu au-dessus de deux millions d'habitants, s'accompagnant de la poursuite du déclin des quartiers centraux au profit de la périphérie.

### XXIesiècle
La population au 1er janvier 2006 (population légale publiée le 1er janvier 2009, première année pour laquelle le recensement rénové effectué par l'Insee fournit un chiffre, donne pour la première fois depuis un demi-siècle un accroissement de la population de Paris, conformément à une tendance au repeuplement du centre déjà observée dans d'autres métropoles, comme Londres et New York. Cette évolution est surtout due à Paris à la natalité dans les quartiers populaires de la ville et à une diminution de la mortalité par un rajeunissement de la population : les plus forts accroissements de population se constatent dans les 9e, 12e, 13e, 18e, 19e et 20e arrondissements, tandis que les 4e, 7e, 8e et 16e arrondissements voient leur population continuer de diminuer.
Au cours de la décennie 2010, la population parisienne décroît de nouveau passant de 2 243 833 à 2 206 488 habitants entre 2010 et 2015, soit une baisse de 1,66 % sur la période, particulièrement perceptible dans les arrondissements centraux (-11,1 % sur la période dans le 8e, -9,61 % dans le 2e et -6,62 % dans le 7e). Si le solde naturel est positif, le solde migratoire est négatif. Le phénomène peut s'expliquer par une forte hausse des loyers (+18 % en cinq ans entre 2012 et 2017), par la location saisonnière par des plates-formes comme Airbnb, qui vide des quartiers touristiques comme Le Marais de leurs habitants permanents, ainsi que par une qualité de vie moindre (pollution, propreté, problèmes de transport...). La hausse des prix de l'immobilier tend à faire partir bon nombre de familles à la naissance de leur premier ou deuxième enfant. Pour autant, la forte baisse des prix constatée depuis t3 2020, d'environ 12% à date de t4 2024, et amorcée avant la hausse des taux de T2 2022, n'a pas entraîné de remontée de la population, ce qui nuance une explication monofactorielle par les prix. Si tous n'en ont pas l'opportunité, 84 % des cadres franciliens souhaiteraient quitter la région parisienne, souvent pour leur région d'origine, afin de disposer d'un cadre d'un vie plus apaisé et un milieu favorable à la réussite scolaire de leurs enfants.

### Naissances et décès
|                             | 2000   | 2001   | 2002   | 2003   | 2004   | 2005   | 2006   | 2007   | 2008   | 2009   |
| Naissance domicilié à Paris | 31 940 | 31 977 | 32 237 | 31 493 | 31 817 | 31 378 | 31 748 | 30 820 | 30 623 | 31 063 |
| Évolution                   | -      | +0,1 % | +0,8 % | -2,3 % | +1,0 % | -1,4 % | +1,2 % | -2,9 % | -0,6 % | +1,4 % |

|                         | 2000   | 2001   | 2002   | 2003   | 2004    | 2005   | 2006   | 2007   | 2008   | 2009   |
| Décès domicilié à Paris | 16 022 | 16 147 | 15 659 | 16 685 | 14 302  | 14 666 | 14 076 | 14 010 | 14 112 | 13 889 |
| Évolution               | -      | +0,8 % | -3,2 % | +6,6 % | -14,3 % | +2,6 % | -4,0 % | -0,5 % | +0,7 % | -1,6 % |

51,1 % des enfants nés à Paris en 2014, soit 14 585 sur 29 130, ont au moins un parent né à l'étranger (quelle que soit sa nationalité) ou dans un DOM-TOM, soit la plus forte proportion après les départements de Seine-Saint-Denis (69,5 %) et du Val-de-Marne (55,8 %),.

## Graphiques et tableaux de l'évolution démographique

### Évolution comparée intra-muros, agglomération et aire urbaine depuis 1800

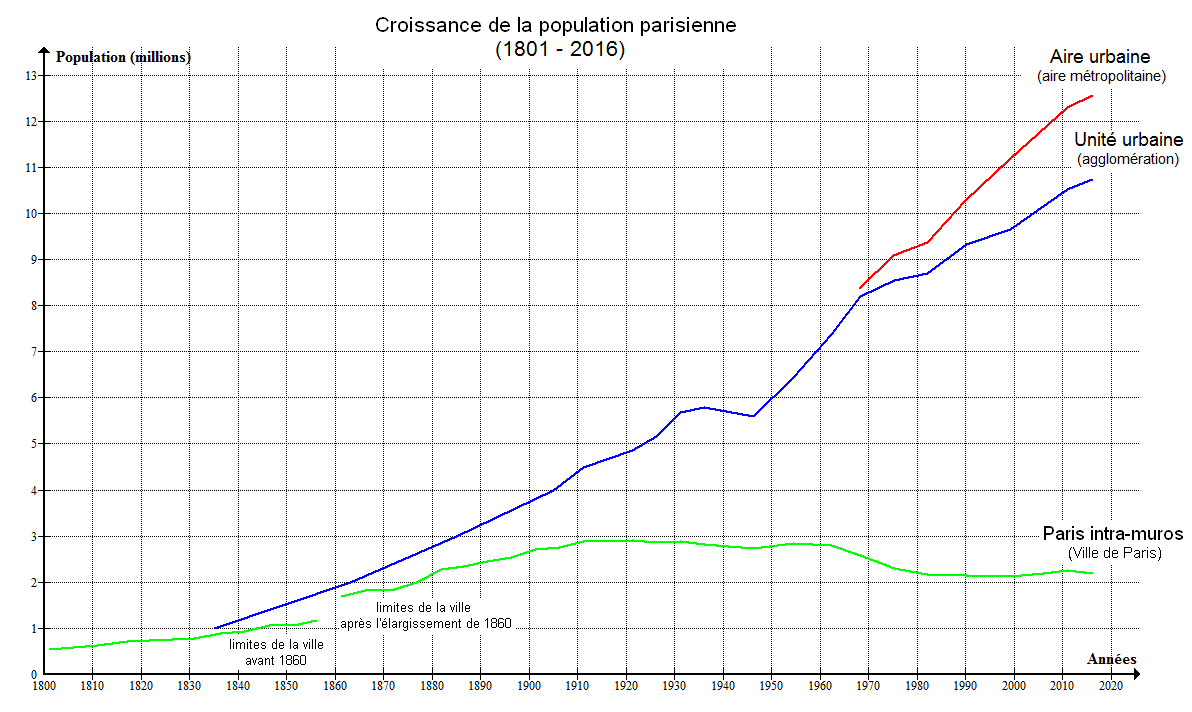
Croissance de la population parisienne depuis le premier recensement en 1801 (sources : voir le tableau).

Pour les données sur l'agglomération et l'aire urbaine de Paris, se reporter à l'article sur l'agglomération parisienne.

### Évolution intra-muros depuis l'Antiquité

Plan des anciens arr. de Paris dans le mur des Fermiers généraux, et limites actuelles.

Restitution de l'enceinte gallo-romaine,
superposée sur le plan actuel de l'île de la Cité.
Rives de la Seine
Tracé de l'enceinte
Palais romain

| Enceinte | Époque                                         | Superficie (hectares) |
| --- | ---------------------------------------------- | --------------------- |
| Enceinte gauloise | Sous Jules César, -53                          | 00.009 ?              |
| Île de la Cité et rives | Ier à IIIe siècles                             | 00.053                |
| Enceinte gallo-romaine + rives | Sous Julien, en 358 et 375                     | 00.038,79             |
| Enceinte carolingienne | Après Eudes, Entre 898 et 1190                 | ?                     |
| Enceinte de Philippe Auguste | Sous Philippe Auguste, en 1190 et 1211         | 00.252,87             |
| Enceinte de Charles V | Sous Charles V et Charles VI, en 1367 et 1383  | 00.439,18             |
| Enceinte de Charles V | Sous François Ier et Henri II, en 1553 et 1581 | 00.483,61             |
| Enceinte de Charles IX et Louis XIII | Sous Henri IV                                  | 00.567,82             |
| Enceinte de Charles IX et Louis XIII | Sous Louis XIV, en 1671 et 1686                | 01 103,91             |
| Enceinte de Charles IX et Louis XIII | Sous Louis XIV et Louis XV, en 1715 et 1717    | 01 337,08             |
| Mur des Fermiers généraux | Sous Louis XVI, en 1788                        | 03 370,36             |
| Mur des Fermiers généraux | En 1817                                        | 03 439,68             |
| Fortifications Thiers | En 1860                                        | 07 088                |
| Périphérique + les bois | En 1990                                        | 10 540                |
| Sources : Recherche statistiques sur la Ville de Paris…, 1821 (chiffres de Verniquet de 358 à 1788) ; Ier à IIIe siècles, 1860 et 1990 : site de la mairie de Paris |                                                |                       |

| 250   | 1180   | 1220   | 1328    | 1422    | 1500    | 1565    | 1590    | 1600    |
| ----- | ------ | ------ | ------- | ------- | ------- | ------- | ------- | ------- |
| 6 000 | 25 000 | 50 000 | 200 000 | 100 000 | 150 000 | 294 000 | 200 000 | 300 000 |

| 1637    | 1680    | 1766    | 1793     | 1795    | 1796    | 1801    | 1807     | 1811    |
| ------- | ------- | ------- | -------- | ------- | ------- | ------- | -------- | ------- |
| 415 000 | 500 000 | 576 639 | 640 504, | 636 722 | 551 347 | 547 756 | 580 609, | 622 636 |

| 1817    | 1831    | 1836     | 1841     | 1846       | 1851       | 1856      | 1861      | 1866      |
| ------- | ------- | -------- | -------- | ---------- | ---------- | --------- | --------- | --------- |
| 713 966 | 785 862 | 909 126, | 935 261, | 1 053 897, | 1 053 262, | 1 174 346 | 1 696 141 | 1 825 274 |

| 1872      | 1876      | 1881      | 1886      | 1891      | 1896      | 1901      | 1906      | 1911      |
| --------- | --------- | --------- | --------- | --------- | --------- | --------- | --------- | --------- |
| 1 851 792 | 1 988 806 | 2 269 023 | 2 344 550 | 2 447 957 | 2 536 834 | 2 714 068 | 2 761 393 | 2 888 110 |

| 1921      | 1926      | 1931      | 1936      | 1946      | 1954      | 1962      | 1968      | 1975      |
| --------- | --------- | --------- | --------- | --------- | --------- | --------- | --------- | --------- |
| 2 906 472 | 2 871 429 | 2 891 020 | 2 829 746 | 2 725 374 | 2 850 189 | 2 790 091 | 2 590 771 | 2 299 830 |

| 1982      | 1990      | 1999      | 2010      | 2015      | 2020      | 2021      | - | - |
| --------- | --------- | --------- | --------- | --------- | --------- | --------- | - | - |
| 2 176 243 | 2 152 423 | 2 125 246 | 2 243 833 | 2 206 488 | 2 145 906 | 2 133 111 | - | - |

## Répartition par sexes et tranches d'âges
La population du département est plus jeune qu'au niveau national.
En 2021, le taux de personnes d'un âge inférieur à 30 ans s'élève à 37,3 %, soit au-dessus de la moyenne nationale (35,1 %). À l'inverse, le taux de personnes d'âge supérieur à 60 ans est de 22,6 % la même année, alors qu'il est de 26,6 % au niveau national.
En 2021, le département comptait 1 001 698 hommes pour 1 131 413 femmes, soit un taux de 53,04 % de femmes, légèrement supérieur au taux national (51,61 %).
Les pyramides des âges du département et de la France s'établissent comme suit.
| Hommes | Classe d’âge | Femmes |
| ------ | ------------ | ------ |
| 0,7    | 90 ou +      | 1,6    |
| 6      | 75-89 ans    | 8      |
| 13,6   | 60-74 ans    | 15     |
| 19     | 45-59 ans    | 18     |
| 22,8   | 30-44 ans    | 20,6   |
| 23,7   | 15-29 ans    | 24,5   |
| 14,3   | 0-14 ans     | 12,3   |

| Hommes | Classe d’âge | Femmes |
| ------ | ------------ | ------ |
| 0,7    | 90 ou +      | 1,9    |
| 7,0    | 75-89 ans    | 9,5    |
| 16,6   | 60-74 ans    | 17,5   |
| 20,0   | 45-59 ans    | 19,5   |
| 18,8   | 30-44 ans    | 18,3   |
| 18,3   | 15-29 ans    | 16,7   |
| 18,6   | 0-14 ans     | 16,7   |

## Répartition par catégories socioprofessionnelles
La catégorie socioprofessionnelle des cadres et professions intellectuelles supérieures est surreprésentée par rapport au niveau national. Avec 30,5 % en 2021, elle est 20,4 points au-dessus du taux national (10,1 %). La catégorie socioprofessionnelle des retraités est quant à elle sous-représentée par rapport au niveau national. Avec 18,2 % en 2021, elle est 8,6 points en dessous du taux national (26,8 %).
| Catégorie socioprofessionnelle                    | 2015      | 2015 | 2021      | 2021 | Détails de l'année 2021 | Détails de l'année 2021 | Détails de l'année 2021            | Détails de l'année 2021            | Détails de l'année 2021            |
| Catégorie socioprofessionnelle                    | Nb        | %    | Nb        | %    | Hommes                  | Femmes                  | Part en % de la population âgée de | Part en % de la population âgée de | Part en % de la population âgée de |
| Catégorie socioprofessionnelle                    | Nb        | %    | Nb        | %    | Hommes                  | Femmes                  | 15 à 24 ans                        | 25 à 54 ans                        | 55 ans ou +                        |
| ------------------------------------------------- | --------- | ---- | --------- | ---- | ----------------------- | ----------------------- | ---------------------------------- | ---------------------------------- | ---------------------------------- |
| Agriculteurs exploitants                          | 426       | 0,0  | 453       | 0,0  | 231                     | 222                     | 0,0                                | 0,0                                | 0,0                                |
| Artisans, commerçants, chefs d'entreprise         | 66 086    | 3,5  | 67 917    | 3,7  | 45 353                  | 22 564                  | 0,7                                | 4,9                                | 3,3                                |
| Cadres et professions intellectuelles supérieures | 543 271   | 28,7 | 564 096   | 30,5 | 291 452                 | 272 644                 | 9,8                                | 46,4                               | 15,8                               |
| Professions intermédiaires                        | 279 143   | 14,7 | 264 519   | 14,3 | 111 595                 | 152 924                 | 11,0                               | 20,0                               | 7,1                                |
| Employés                                          | 238 743   | 12,6 | 212 781   | 11,5 | 77 507                  | 135 273                 | 10,7                               | 14,5                               | 7,3                                |
| Ouvriers                                          | 85 698    | 4,5  | 74 829    | 4,0  | 56 093                  | 18 736                  | 2,8                                | 5,2                                | 2,8                                |
| Retraités                                         | 352 950   | 18,6 | 337 280   | 18,2 | 140 378                 | 196 902                 | 0,0                                | 0,1                                | 55,1                               |
| Autres personnes sans activité professionnelle    | 327 933   | 17,3 | 327 849   | 17,7 | 135 492                 | 192 357                 | 65,0                               | 8,9                                | 8,7                                |
| Ensemble                                          | 1 894 249 | 100  | 1 849 723 | 100  | 858 101                 | 991 622                 | 100                                | 100                                | 100                                |
| Sources : Insee,.                                 |           |      |           |      |                         |                         |                                    |                                    |                                    |

## Démographie de Paris au sein de sa région
Le tableau ci-contre situe la démographie de Paris dans son contexte régional.

### Principaux ouvrages utilisés pour la rédaction de l’article
- Préfecture du département de la Seine et comte Chabrol de Volvic (dir.), Recherches statistiques sur la ville de Paris et le département de la Seine : année 1821, Paris, Imprimerie royale, 1833, 2e éd. (lire en ligne), « Article Ier. Recensement de la ville de Paris fait en 1817. », [compte rendu en ligne].
- Préfecture du département de la Seine et comte de Rambuteau (dir.), Recherches statistiques sur la ville de Paris et le département de la Seine : recueil de tableaux dressés et réunis d'après les ordres de M. le Cte de Rambuteau, pair de France, conseiller d’État, préfet du département, t. V, Paris, Imprimerie royale, 1844 (lire en ligne), [compte rendu en ligne]. 
  - Contient en particulier : Recensement de 1831 (Article III, tableaux no 61 à 65). L'ouvrage comprend aussi divers tableaux de 1836 (Article VIII, tableaux no 129 à 139) mais pas les chiffres du recensement proprement dit si ce n'est, en p. XII, un chiffre de 882 268 habitants en 1836 non compris la garnison ni les militaires sous les drapeaux.
- Préfecture du département de la Seine et baron Haussmann (dir.), Recherches statistiques sur la ville de Paris et le département de la Seine : recueil de tableaux dressés et réunis d'après les ordres de M. le Bon G.E. Haussmann, sénateur, préfet du département, t. VI, Paris, Imprimerie administrative de Paul Dupont, 1860 (lire en ligne), [compte rendu en ligne]. 
  - Contient en particulier : Tableau récapitulatif des recensements 1700-1856 (p. 6-7). Recensements de 1841 et 1846 (p. 17-58), incluant même la ventilation par paroisse pour chacune des 39 paroisses parisiennes de l'époque. Recensement de 1851 (p. 361-522) dont la population par rue en 1851 (p.479-502). Recensement de 1856 (p. 523-655).
- Joseph Garnier et Gilbert Guillaumin, Annuaire de l'économie politique et de la statistique : pour 1854, onzième année, Paris, 1854 (lire en ligne), p. 230-254.
- Armand Husson, Les consommations de Paris, Paris, Guillaumin et Cie, 1856 (lire en ligne), partie 1, chap. II (« La population »), p. 14-66.
- Raymond Cazelles, « La population de Paris avant la Peste Noire », Comptes rendus de l'Académie des inscriptions et belles-lettres, vol. 110, no 4,‎ 1966, p. 539-550 (lire en ligne)
- Alfred Fierro, Histoire et dictionnaire de Paris, Paris, Robert Laffont, 1996, 1580 p. (ISBN 2-221-07862-4), p. 278.
- Haim Burstin, Le Faubourg Saint-Marcel à l'Époque Révolutionnaire : Structure économique et composition sociale, Paris, Société des études robespierristes, 2012 (ISBN 978-2-908327-77-9, lire en ligne), p. 312

### Autres ouvrages utilisés
- Jean Henri Schnitzler, Statistique générale, méthodique et complète de la France : comparée aux autres grandes puissances de l'Europe, t. I : Statistique Générale de la France, Territoire et Population, Paris, Lebrun, 1846 (lire en ligne), p. 381-450
- Voir aussi tous les ouvrages cités dans les notes et références.

### Autres ouvrages sur le sujet ou cités dans l'article
- Jean Favier, La guerre de Cent Ans, éditions Fayard, 1980, 678 p. (ISBN 2-213-00898-1)
- (en) Anna Grzegorczyk (Faculty of Geography and Regional Studies, Université de Varsovie). "Social and ethnic segregation in the Paris metropolitan area at the beginning of the 21st century" (Archive). Miscellanea Geographica - Regional Studies on Development. Vol.17, No.2, 2013. pp.20-29.  (ISSN 2084-6118). DOI:10.2478/10288-012-0040-3.